# Салмони
Салмо́ни (греч. Σαλμώνη) — деревня в Греции. Расположена на высоте 68 метров над уровнем моря, на правом берегу Алфиоса, на западе Пелопоннеса, в 8 километрах к востоку от Пиргоса, в 68 километрах к югу от Патр и в 196 километрах к западу от Афин. Входит в общину (дим) Пиргос в периферийной единице Элиде в периферии Западной Греции. Население 612 жителей по переписи 2011 года.
До 1915 года называлась Ку́кура (Κούκουρα).
К северу от деревни проходит национальная дорога 74 Олимпия — Пиргос.
Среди известных уроженцев села — митрополит Солунский Анфим (Руссас) (род. 1934).

## Общинное сообщество Салмони
В общинное сообщество Салмони входят 2 населённых пункта. Население 643 жителей по переписи 2011 года. Площадь 11,726 квадратных километров.
| Наименование | Население (2011), человек |
| ------------ | ------------------------- |
| Алфиос       | 31                        |
| Салмони      | 612                       |

## Население
| Год  | Население, человек |
| ---- | ------------------ |
| 1991 | 688                |
| 2001 | 785                |
| 2011 | ↘ 612              |